# Hexatoma (Eriocera) nimbipennis stygipes
Hexatoma (Eriocera) nimbipennis stygipes is een ondersoort van de tweevleugelige Hexatoma (Eriocera) nimbipennis uit de familie steltmuggen (Limoniidae). De ondersoort komt voor in het Oriëntaals gebied.